# Pseudoscaphirhynchus hermanni
Lo storione nano (Pseudoscaphirhynchus hermanni Kessler, 1877) è un pesce della famiglia degli Acipenseridi. Come le altre due specie del genere Pseudoscaphirhynchus è molto raro: tre esemplari furono catturati per la prima volta dopo 15 anni nel 1996. Di quando in quando i pescatori ne catturano qualcuno.

## Descrizione
Come dice il nome, lo storione nano è il più piccolo membro della famiglia degli Acipenseridi: infatti raggiunge solamente i 27 cm di lunghezza. Nell'aspetto è molto simile allo storione dell'Amu Darya, del quale condivide l'habitat. Si differenzia da questo, oltre che per le dimensioni inferiori, solamente per la mancanza del filamento caudale e per il muso più allungato. Le sue abitudini sono ancora per la massima parte ignote; tenuto conto della sua rarità, esso non riveste alcuna importanza ai fini economici. Come il suo parente maggiore, anch'esso è una vittima dello sfruttamento indiscriminato delle acque dell'Amu Darya e del loro grave inquinamento.

## Distribuzione
È endemico del corso medio e inferiore dell'Amu Darya.